# James Tiberius Kirk
Pour les articles homonymes, voir Kirk.
 (août 2019).
Si vous disposez d'ouvrages ou d'articles de référence ou si vous connaissez des sites web de qualité traitant du thème abordé ici, merci de compléter l'article en donnant les références utiles à sa vérifiabilité et en les liant à la section « Notes et références ».
James « Jim » Tiberius Kirk est un personnage de fiction créé par Gene Roddenberry pour la série de science-fiction Star Trek, diffusée en 1966 à la télévision. Il est interprété dans la série par l'acteur William Shatner.

## Création du personnage
Le nom « Capitaine James Kirk » fait référence au capitaine James Cook. La phrase du générique de la série Star Trek « Aller là où nul homme n'est jamais allé » vient directement du journal de bord du capitaine Cook.

## Biographie du personnage

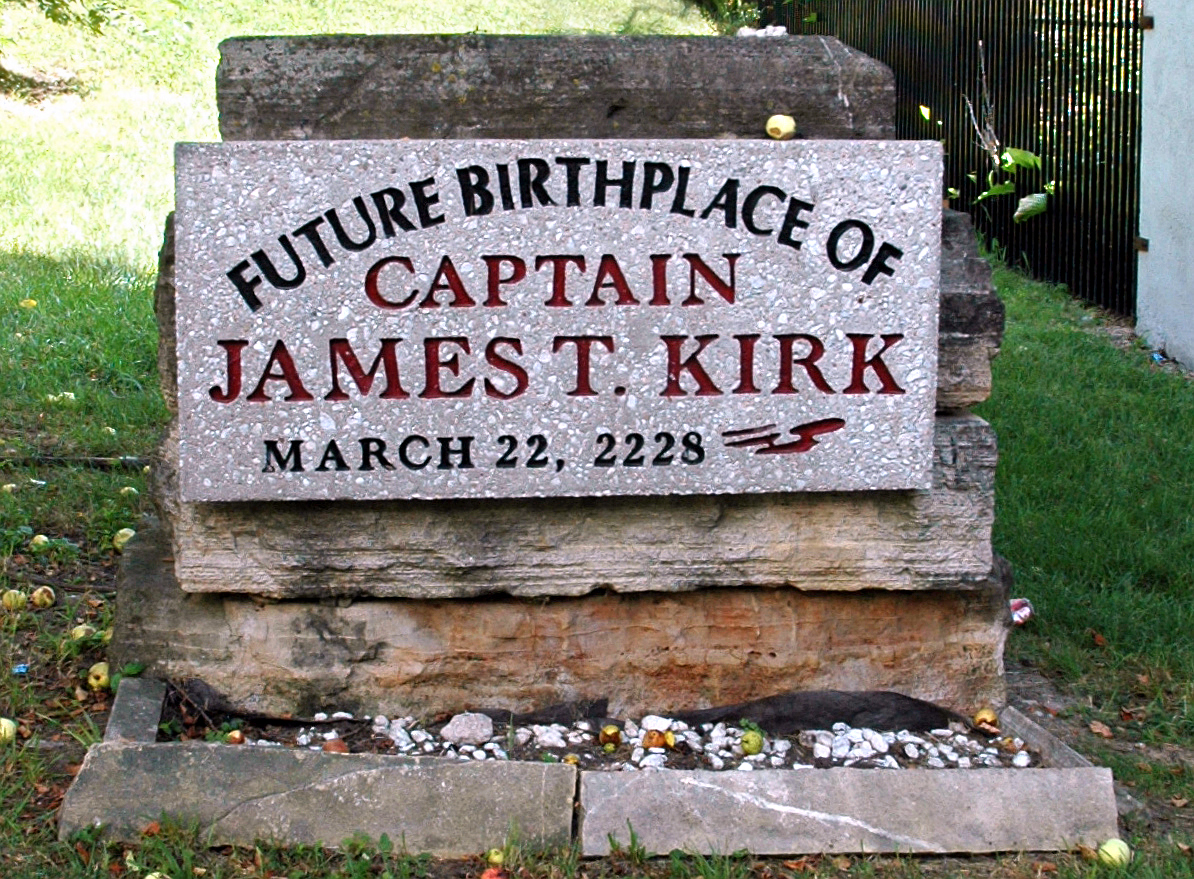
Fausse plaque commémorant la « naissance future » de James T. Kirk pour le 22 mars 2228 (et non 2233), à Riverside dans l'Iowa.

Né en Iowa en 2233, James Tiberius Kirk, second fils de George et de Winona Kirk, doit ses deux prénoms à ceux de ses grand-pères. Élevé en partie sur la colonie de Tarsus IV, il assiste à l'assassinat de plusieurs membres de sa famille lors d'un génocide planétaire.
En 2250, Kirk intègre l'Académie de Starfleet et effectue son année de classes en tant que cadet sur le vaisseau. Il triche au test du Kobayashi Maru en reprogrammant la simulation, en prétextant qu'il ne croit pas aux scénarios sans espoir.
En 2254, il obtient son diplôme d'officier puis est transféré sur l'USS Farragut à bord duquel il sert durant trois ans.
En 2261, le docteur Carol Marcus a un fils David avec lui, mais Kirk ne l'apprendra qu'en 2285.
Après neuf ans de services exemplaires, il est promu capitaine en 2263, le plus jeune de l'histoire de Starfleet, et succède au capitaine Christopher Pike à la tête de l'USS Enterprise (NCC-1701) pour cinq années de missions, de 2264 à 2269, qui construisent sa légende.
Il est élevé au rang d'amiral en 2270, ce qui implique de ne plus être en mission aux commandes d'un vaisseau, mais, devant la menace que représente l'entité V'Ger, il retrouve, en violation de tous les règlements, les commandes de l’Enterprise, écartant par la suite le capitaine Will Decker qu'il avait préconisé pour son remplacement. Il attaque ainsi une nouvelle mission de cinq ans.
Réinstallé dans ses fonctions d'amiral, il enseigne à l'Académie de Starfleet, et ce jusqu'en 2285 lorsqu'il répond à l'appel au secours du docteur Carol Marcus, lié la réapparition de Khan Noonien Singh. Mission au cours de laquelle il découvre qu'il a un fils mais perd Spock, son ami et second. Il s'empare ensuite de l'Enterprise, destiné à être désarmé, à destination de Genesis où se trouve le corps de Spock pour ramener son ami sur Vulcain afin de pouvoir pratiquer le « fal tor pan » qui rendra son esprit à Spock. Kirk sacrifiera son vaisseau et perdra aussi son fils David ; celui-ci donnera sa vie pour sauver un Spock adolescent et le lieutenant Saavik dont il était tombé amoureux. Étant devenu avec son équipage déserteur de la fédération, ils utilise l'Oiseau de proie dérobé aux Klingons pour retourner dans le passé grâce aux facultés de calcul de Spock et se retrouvent à San Francisco dans les années 1980. De retour en 2286, l'équipage finit par être jugé pour ses actions précédentes, mais est pardonné pour avoir sauvé la Terre. Rétrogradé à la suite de cet acte d'insubordination, Kirk retrouve ainsi le rang de capitaine ce qui l'autorise, à prendre les rênes d'un vaisseau, l'USS Enterprise-A (NCC-1701-A). 
En 2293, à la suite de la destruction de la lune klingonne de Praxis, l'Empire Klingon recherche la paix avec la Fédération des planètes unies. Starfleet envoie l'USS Enterprise-A rencontrer le chancelier klingon Gorkon et l'escorter aux négociations sur Terre. Mais Kirk et McCoy sont jugés pour l'assassinat de Gorkon. Ils sont reconnus coupables et condamnés à la réclusion à perpétuité sur le planétoïde gelé Rura Penthe. Kirk et McCoy s'en échappent et sont téléportés à bord de l'Enterprise par le capitaine Spock, qui avait pris le commandement et entrepris une enquête en l'absence de Kirk. Spock apprend qu'une cabale d'officiers de la Fédération, Klingons et Romuliens a conspiré pour saboter les pourparlers de paix. Se précipitant vers Khitomer, le lieu des pourparlers de paix, l'équipage contrecarre une tentative d'assassinat contre le président de la Fédération. L'Enterprise retourne sur Terre pour être déclassée. Kirk décide d'embarquer son navire pour une dernière croisière et note dans son journal qu'un nouveau navire et un nouvel équipage poursuivront leur héritage.
Il partira en retraite une seconde fois puis sera invité, en 2293, à la cérémonie de lancement de l’Enterprise-B, évènement au cours duquel on assiste à sa disparition. Il est, en fait, happé par le Nexus, une anomalie temporelle.
En 2371, le capitaine Picard le croise dans le Nexus et se rend compte que seul Kirk peut l'aider. Kirk et Picard parviendront à sauver les habitants du système Véridien mais Kirk y laissera la vie, tué par le docteur Soran.
James T. Kirk est inhumé sur Véridian III. Peu après, Spock, prévenu par le capitaine Jean-Luc Picard, utilisera un vaisseau cargo, pour amener le corps de Kirk sur Terre et le téléporter dans la tombe qui a été érigée pour lui.

### Biographie alternative
En 2387, à la suite d'une catastrophe aux proportions galactiques, Nero, un Romulien aux commandes d'un puissant vaisseau spatial le Narada, se retrouve projeté accidentellement en 2233.
À la suite de l'arrivée du Narada au XXIIe siècle le vaisseau USS Kelvin est dépêché sur les lieux pour intercepter l'intrus. Aussitôt arrivé, le Narada met en pièce le Kelvin et ce n'est que lorsque George Kirk, premier officier, se sacrifie, lui et son vaisseau, que sa femme donne naissance à un fils, Jim (les actions de Nero au XXIIIe siècle ont comme effet la création d'un univers alternatif selon Spock. Les évènements comme la mort de la mère de Spock et la destruction de la planète Vulcain cimentent cette nouvelle réalité.).
Malgré une adolescence turbulente, Kirk finit par rejoindre Starfleet et durant la crise causée par l'attaque de Nero sur la planète Vulcain, Kirk prendra alors le commandement de l'Enterprise, au détriment de Spock, alors commandant du vaisseau à la suite de la capture de Pike par Nero. Kirk triomphera de Nero avec l'aide de son équipage et sera officiellement nommé capitaine de l'USS Enterprise par Starfleet.

## Description

### Personnalité
Le capitaine Kirk est l'archétype même du héros. Il est proche de ses hommes qui sont tous prêts à le suivre au péril de leurs carrières et de leurs vies. Indépendant, il prend souvent des libertés quant au respect du règlement de Starfleet. Il admire le président Abraham Lincoln et possède des connaissances en littérature et poésie.
Il est le plus célèbre capitaine de l'histoire de Starfleet, à la tête en particulier des vaisseaux Enterprise et Enterprise A. Kirk est l’exemple même de l’explorateur et de l’aventurier redresseur de torts. Il est toujours prêt à porter secours aux peuples qu’il rencontre, souvent au mépris de la Directive Première, la première règle de Starfleet, qui oblige ses membres à ne pas s’ingérer dans les affaires des peuples non affiliés à la Fédération des planètes unies.
Comme tout aventurier, il est toujours prêt à se bagarrer, fonctionne plus à l’instinct que de façon logique, et est réputé pour son goût pour les femmes, qu’elles soient humaines ou non. Charmeur et plein d’humour, il fait de très nombreuses conquêtes tout au long de ses aventures.
S’il se méfie rarement des femmes, il n’accorde pas sa confiance aux ordinateurs, a fortiori ceux qui contrôlent une population. Il parvient toutefois à se débarrasser de ses « ordinateurs-dictateurs » avec leurs propres armes : la programmation informatique et la logique. À bord de l’Enterprise, Kirk a deux amis fidèles, Monsieur Spock et le Docteur McCoy, qu'il appelle souvent « Bones ».

### Famille
James T. Kirk a un frère, George Samuel Kirk, qui a servi comme exobiologiste sur l'USS Enterprise alors commandée par Christopher Pike. Sam meurt en 2267 alors qu'il habite avec sa femme et ses trois fils sur la planète Deneva. Seul Peter survivra, sauvé par l'équipage de l'Enterprise et recueilli à bord.
Avec la docteure Carol Marcus, il a un fils, nommé David. Il est tué par des Klingons sur la planète Genesis.

## Dans la culture populaire

### Cinéma
- Dans Fight Club (1999) de David Fincher, le narrateur du film (Edward Norton) affirme qu'il choisirait comme adversaire le capitaine Kirk pour se battre contre lui (dans la version originale, il parle de l'acteur William Shatner, et pas de son personnage du capitaine Kirk).
- Dans Star Trek (2009) de J. J. Abrams, le film expose l'enfance de Kirk et de M. Spock, bien que cette « biographie » cinématographique soit quelque peu différente de la version originelle.

### Télévision
Dans la série Stargate SG-1 (saison 2, épisode « 1969 », mars 1999), Jack O'Neill est pris en 1969 pour un espion soviétique infiltré dans une base de test de missiles balistiques ; lors de son interrogatoire il se présente comme étant « James T. Kirk », puis comme « Skywalker, Luke Skywalker ».

### Musique
- Dans la chanson « Where's Captain Kirk? » (1979) de Spizzenergi, reprise par Bérurier Noir dans l'album Carnaval des agités (1995) et par les Ramoneurs de menhirs dans l'album Dans An Diaoul en breton (2007).
- Dans la chanson 99 Luftballons de Nena (1983), la chanteuse dit des militaires « ils se prenaient pour le capitaine Kirk » (« Hielten sich für Captain Kirk »).
- Dans la chanson Captain of the Mount (2009) de l'artiste Fall On Your Sword (en), les paroles sont extraites d'une interview de William Shatner dans les bonus du DVD de Star Trek V : « Capitaine Kirk grimpe la montagne »  (« Captain Kirk is climbing a mountain »). Dans le clip Shatner of the Mount (2009), les extraits vidéos de l'interview accompagnent la chanson.

### Sport
- Kirk Muller, l'ancien capitaine des Canadiens de Montréal au début des années 1990, était surnommé « Capitaine Kirk ».

### Sciences
En avril 2015, à la suite du survol Charon, satellite de Pluton par la sonde New Horizons, la NASA demande au public de baptiser certaines montagnes. À la suite d'un sondage, une des montagnes de Charon est baptisée « Kirk ». D'autres montagnes sont également baptisées des noms d'autres personnages de Star Trek : « Spock », « Sulu » et « Uhura ».